# Mesembrius fulvus
Mesembrius fulvus är en tvåvingeart som först beskrevs av de Meijere 1908.  Mesembrius fulvus ingår i släktet Mesembrius och familjen blomflugor. Inga underarter finns listade i Catalogue of Life.